# (6362) Tunis
(6362) Tunis (1979 KO) – planetoida z pasa głównego asteroid okrążająca Słońce w ciągu 5,71 lat w średniej odległości 3,19 j.a. Odkryta 19 maja 1979 roku.